# Маттеус Олівейра
Матеус Олівейра (порт. Mattheus Oliveira, нар. 7 липня 1994, Ріо-де-Жанейро) — бразильський футболіст, півзахисник, нападник клубу «Віторія» (Гімарайнш).

## Клубна кар'єра
Народився 7 липня 1994 року в місті Ріо-де-Жанейро в родині бразильського футболіста Бебето і його дружини Деніз. Матеус Олівейра став відомий вже через два дні після народження: його батько з партнерами по збірній Бразилії Ромаріо і Мазіньйо відсвяткували гол у ворота збірної Нідерландів у чвертьфіналі чемпіонату світу 1994 року символічним «колисанням дитини», присвятивши його новонародженому сину. Згодом це нове унікальне святкування гола стало популярне і в подальшому цей жест почали повторювати в усьому світі автори голів, у яких нещодавно народилась дитина.
|          | «Він був єдиним з моїх дітей, на чийому народженні я не був присутній, оскільки грав в цей час. Ось чому я влаштував спонтанне святкування. Так Маттеус був посвячений у футбол. Футбол — це все, чим він коли-небудь цікавився. Я думаю, що перше сказане їм слово — це «футбол» |
| — Бебето | |

.
У віці одного року, за розповідями батька, він уже бив по м'ячу обома ногами. Пізніше хлопчик став грати в футбол в залі, а в 12 років шульгу, що вміло порався з м'ячем, взяли в школу «Фламенго». Причому, екзаменатори не знали, чий це син. У 17-річному віці він уклав перший професійний контракт, а в початку лютого 2012 року дебютував в основній команді червоно-чорних, вийшовши на заміну в матчі чемпіонату штату Ріо-де Жанейро. Втім перехід у дорослий футбол вийшов непростим. З конкуренцією у «Фламенго» Маттеус так і не впорався. За три роки у нього набралося лише 13 матчів у чемпіонаті Бразилії без жодної результативної дії і загалом у «Фламенго» він був шостим в черзі на свою позицію.
На фініші зимового трансферного вікна 2015 року Маттеус відправся в оренду на півтора року в португальський «Ешторіл Прая». Там бразилець теж почав грати не відразу і перші півроку пішли на адаптацію. У другому колі чемпіонату 2014/15 він виходив на поле всього чотири рази. Перший повноцінний сезон у Португалії Маттеус теж почав на лавці. Прогресувати він став лише на початку другого кола. У 14 останніх матчах сезону бразилець забив 4 м'ячі і віддав 7 гольових передач.
Влітку 2016 року оренда гравця закінчилася, як і контракт з «Фламенго», після чого «Ешторіл» надав гравцеві повноцінний контракт. В сезоні 2016/17 Олівейра відіграв 26 матчів, забивши 2 голи і віддавши 4 результативні передачі, після закінчення чемпіонату до гравця спалахнув інтерес у лісабонських клубів. 
15 травня 2017 року «Спортінг» і віддав за Маттеуса 2 мільйони євро, підписавши з гравцем контракт, розрахований до 2022 року, в якому була прописана опція викупу в 60 мільйонів євро. Втім у лісабонському клубі закріпитись не зумів, зігравши до кінця року лише по одній грі в Кубку Португалії та Кубку ліги. В підсумку на початку 2018 року був відданий в оренду до кінця сезону в інший португальський клуб «Віторія» (Гімарайнш), яка в серпні була продовжена ще на рік. Станом на 6 вересня 2018 року відіграв за клуб з Гімарайнша 14 матчів в національному чемпіонаті.

## Виступи за збірну
Протягом 2012—2015 років залучався до складу молодіжної збірної Бразилії і був учасником молодіжного чемпіонату Південної Америки 2013 року в Аргентині, де Бразилія виступила невдало — 4 очки в чотирьох матчах і останнє місце в груповому турнірі. 

## Титули і досягнення
- Переможець Ліги Каріока (1):

«Фламенго»: 2014

## Особисте життя
Маттеус був названий на честь відомого німецького футболіста Лотара Маттеуса і став третьою дитиною бразильського футболіста Бебето і Деніз де Олівейра, після Роберта Ньютона (нар. 1989) та Стефані (нар. 1992). Коли народився Маттеус, Бебето був у США, виступаючи на чемпіонаті світу 1994 року, допомагаючи бразильській команді вчетверте стати чемпіоном світу. Незважаючи на те, що сім'я жила в іспанській Ла-Коруньї, де батько грав за місцеве «Депортіво», Деніз повернулася до Ріо-де-Жанейро, щоб її син народився в Бразилії.